# Der große Blonde auf Freiersfüßen
Der große Blonde auf Freiersfüßen ist eine französische Beziehungskomödie von Édouard Molinaro aus dem Jahr 1988.

## Handlung
Yann Ducoudray ist ein erfolgreicher Maler mit Atelierwohnung in Paris. Er liebt seit längerer Zeit Florence, die jedoch verheiratet ist. Auf seiner Vernissage kann er durch Vermittlung seines Freundes Jean-Yves endlich mit Florence reden. Sie weiß, dass Yann in sie verliebt ist und verabredet sich mit ihm für den nächsten Tag in seinem Atelier. Schon auf der Vernissage fällt Yanns Nachbar Boris negativ auf, beginnt er doch mit seiner Freundin Éva aus Eifersucht einen handfesten Streit. Obwohl Éva ankündigt, ihn zu verlassen, versöhnen sich beide, auch wenn Boris zuhause erneut eifersüchtig reagiert, als sich Éva über den Balkon von Yann Feuer geben lässt. Boris geht am nächsten Tag auf Arbeit, vergisst jedoch seine Aktentasche in der Wohnung. Éva will sie ihm, nur in Unterwäsche bekleidet, nachbringen. Die Wohnungstür fällt zu und Éva klingelt bei Yann, um über seinen Balkon in ihre Wohnung zu gelangen. Er selbst unternimmt die waghalsige Kletteraktion und es kommt zu Verwicklungen: Während Yann über die Balkone steigt, ruft Florence bei ihm an und Éva geht ans Telefon. Yann wiederum fällt mit einem Krampf ins Ehebett von Éva und Boris, als Boris gerade zurück in die Wohnung kommt, um seinen Aktenkoffer zu holen. Er glaubt nun, dass Éva und Yann eine Affäre haben, packt Évas Sachen und wirft sie aus der Wohnung.
Éva begibt sich in Yanns Wohnung, weil am Ende er Schuld an allem war. Florence, die von Yann von einem Missverständnis überzeugt wurde, interpretiert die Szene ein weiteres Mal falsch. Sie geht, sieht jedoch im Treppenhaus ihren Mann und flüchtet sich erneut in Yanns Wohnung. Hier präsentiert sie Yann und Éva als Paar, auch wenn sich Éva und Boris kurz darauf schon wieder versöhnen. Yann glaubt, das Chaos überwunden zu haben. Als er sich gerade mit einer Feuerzeugpistole eine Zigarette anzünden will, klingelt erneut Éva bei ihm, um ihre Koffer aus seinem Schlafzimmer zu holen. Er erlaubt sich einen Spaß mit ihr und bittet sie, ihn zu erschießen. Nach einigem Hin und Her entpuppt sich das vermeintliche Feuerzeug als echte Pistole, die Yann abfeuert. Boris wird angeschossen und Florence, die zu Yann zurückgekehrt ist, ruft die Polizei. Schließlich erscheint auch Jean-Yves und es stellt sich heraus, dass er aus Versehen seine echte Pistole gegen das Feuerzeug ausgetauscht hatte.
Boris hat während all der Geschehnisse immer wieder seine Eifersucht gezeigt und Éva hat genug. Sie will ihn endgültig verlassen, doch sperrt Boris sie und Yann in Yanns Wohnung ein. Er droht, dass ein Unglück geschehen wird, wenn er nicht die Wahrheit über die beiden erfährt. Weil Boris die Wahrheit – zwischen beiden ist nichts passiert – nicht akzeptiert, erfindet Yann ein langwährendes Verhältnis zwischen Éva und ihm. Es kommt zu einer wilden Verfolgungsjagd, nach der auch Éva aus Wut behauptet, mit Yann ein Verhältnis zu haben. Boris bricht schließlich zusammen und droht mit Selbstmord, sollte Éva ihn verlassen. Dies alarmiert wiederum Florence und Jean-Yves, die im Café vor Yanns Haus etwas trinken waren, und auch Marilda, Yanns Putzfrau. Sie entpuppt sich als Geliebte von Boris und Éva ist entsetzt. Boris ist der Meinung, dass Männer Affären haben dürfen. Er beteuert, Éva zu lieben, doch greift diese verzweifelt nach Yanns Pistole. Sie schießt auf Boris, doch erweist sich die Pistole als das Feuerzeug. Éva wird ohnmächtig und Boris trägt sie in ihre Wohnung. Beide versöhnen sich. Florence wiederum trennt sich von ihrem Mann und kehrt zu Yann zurück. Beide küssen sich im Hausflur, bis Yanns Wohnungstür zufällt und beide zu lachen beginnen.

## Produktion
Der große Blonde auf Freiersfüßen beruht auf dem Theaterstück L’amuse-gueule von Gérard Lauzier, der auch das Drehbuch zum Film verfasste. Die Kostüme schuf Catherine Gorne-Achdjian, die Filmbauten stammen von Jacques Bufnoir. Regisseur Édouard Molinaro hat einen Cameo-Auftritt als Fahrstuhl-Fahrer.
Der Film lief am 31. August 1988 in den französischen Kinos an und wurde ab 25. Mai 1989 auch in den bundesdeutschen Kinos gezeigt. Am 13. Juli 1990 kam er in die Kinos der DDR. Bereits im August 1989 war der Film auf Video erschienen und wurden im September 2004 auf DVD veröffentlicht.
Der Titel spielt auf die Erfolgsfilme Der große Blonde kehrt zurück und Der große Blonde mit dem schwarzen Schuh mit Pierre Richard an. Ein inhaltlicher Zusammenhang besteht nicht, so dass dieser deutsche Titel wahrscheinlich aus Marketinggründen gewählt wurde.

## Synchronisation
| Rolle           | Darsteller         | Synchronsprecher  |
| --------------- | ------------------ | ----------------- |
| Yann Ducoudray  | Pierre Richard     | Harry Wüstenhagen |
| Boris           | Richard Bohringer  | Manfred Lehmann   |
| Florence Arnaud | Fanny Cottençon    | Anita Lochner     |
| André Arnaud    | Pierre Vernier     | Christian Rode    |
| Jean-Yves       | Jean-Michel Dupuis | Wilfried Herbst   |
| Polizist        | Michel Creton      | Jürgen Kluckert   |

## Kritik
Der film-dienst befand, dass Der große Blonde auf Freiersfüßen einen „Hang zum Klamauk“ habe. In der Komödie „zünden nur einige Gags, während überwiegend Geschwätzigkeit mit Pointenfeuerwerk verwechselt wird.“ „Geschwätzige Klamotte mit einigen Gags“, befand auch Cinema.